# Tauri
Tauri var ett historiskt folkslag bosatta på Krimhalvön under antiken. Under antiken uppfattades de som de första människor som bosatte sig på Krim och som områdets ursprungsbefolkning. Halvön Krim fick sitt namn efter dem, och kallades under antiken för Taurica, Taurida och Tauris. De var ursprungligen ett eget folkslag, men blev efter 200 f.Kr. blandade med skyterna och blev kända som tauroskyter. 

## Historik
Från cirka 1000 f.Kr. var Krimhalvön befolkat av skyterna norr om Krimbergen, och av taurierna söder om Krimbergen i kustkedjan längs Svarta havet. Herodotos förtydligade på 400-talet f.Kr. att taurierna inte var skyter. 
Grekiska källor uppgav att taurierna var ett strikt och krigiskt folkslag som levde på krig och plundring, hotade grekiska kolonier längs kusterna och överföll grekiska skepp som pirater på Svarta havet. Grekerna uppgav att taurierna dyrkade en krigisk jungfrugudinna, som grekerna genom Interpretatio graeca
identifierade med Artemis Tauropolos, och till vilken offrade krigsfångar. Grekerna associerade dyrkan av den "tauriska Artemis" med legenden om Ifigenia, som offrades till Artemis. 
Från 600-talet f.Kr. upprättade grekerna kolonier längs halvöns kuster, som slutligen utvecklade sig till det grekiska Bosporanska riket (438 f.Kr. - 527 e.Kr.). Taurierna behärskade dock länge inlandet, och förenade sig på 200-talet f.Kr. med skyterna i norra halvan av Krimhalvön och bildade ett löst sammanhängande stat under staden Skytiska Neapolis. De blandades sedan upp med skyterna och Strabo beskrev dem tvåhundra år senare som en skytisk stam. De kallades vid den tiden för tauroskyter. 
Det skytisk-tauriska riket på norra Krim erövrades av goterna på 300-talet e.Kr., och taurierna liksom skyterna försvinner efter detta från historien som eget folkslag. 